# Gerald Shargel
Gerald "Jerry" Lawrence Shargel' (5 de octubre de 1944 - 16 de julio de 2022) fue un abogado defensor estadounidense afincado en la ciudad de Nueva York y generalmente considerado uno de los mejores abogados defensores criminalistas del país.  

## Primeros años y educación
Shargel nació en New Brunswick, Nueva Jersey, hijo de Leo Shargel, propietario de una tienda de pinturas y papeles pintados, y de Lillian Edenzon Shargel, el 5 de octubre de 1944. Estudió en el Bound Brook High School y se graduó en 1966 en la Universidad Rutgers, donde su madre trabajaba como una de las secretarias de su departamento de matemáticas, y en 1969 en la Brooklyn Law School, incorporándose al colegio de abogados de Nueva York poco después.

## Carrera
Shargel fue ampliamente considerado como uno de los mejores abogados de defensa criminal en Nueva York. Un perfil de 1998 en The New York Times' se refería a él como "considerado en Centre Street como un brillante táctico y un muy buen abogado litigante con una exitosa práctica de guante blanco". Al recibir el Premio Thurgood Marshall a la mejor práctica en derecho penal por la Asociación de Abogados del Estado de Nueva York en 2006, se refirieron a él como "uno de los abogados penalistas más brillantes de Estados Unidos... muy posiblemente el mejor de su generación".
En un caso federal de 1991 contra la familia criminal Gambino, Shargel fue inicialmente programado para representar al subjefe Sammy Gravano. Sin embargo, el juez I. Leo Glasser prohibió que Shargel y Bruce Cutler representaran, respectivamente, a Gravano y Gotti, coincidiendo con la afirmación de los fiscales de que los abogados eran "asesores internos" de los Gambino. Los fiscales, entre ellos John Gleeson, sostenían que, dado que Shargel y Cutler podían tener conocimiento de actividades delictivas, eran "parte de las pruebas" y podían ser llamados como testigos.
Entre los otros clientes destacados de Shargel se encontraban Daniel Pelosi, que fue acusado y posteriormente condenado por el asesinato en segundo grado del millonario de East Hampton Ted Ammon, y Robert "Joe" Halderman en el asunto de la extorsión de Halderman a la personalidad televisiva David Letterman. Shargel representó a Halderman desde octubre de 2009 hasta el 9 de marzo de 2010, cuando Halderman se declaró culpable. Shargel representó a Halderman en octubre de 2009, cuando éste se declaró culpable.
Shargel era muy conocido por su estilo en los tribunales y sus presentaciones dramáticas, que pueden haber ayudado a algunos de sus clientes a ser declarados inocentes. Por ejemplo, en 2005, los propietarios del sello discográfico Murder Inc. Irv y Chris Gotti (que no tienen ninguna relación con su cliente John antes mencionado) fueron absueltos de todos los cargos, posiblemente debido en parte al efecto de su comportamiento en el jurado, ya que hubo una serie de animados intercambios entre él y el detective Anthony Castiglia del NYPD durante el testimonio.
En 2012 Shargel defendió al magnate hip hop James "Jimmy Henchman" Rosemond, consejero delegado de Czar Entertainment, en un juicio federal en Brooklyn, Nueva York, presidido por el juez Gleeson. Rosemond fue declarado culpable de todos los cargos (incluyendo distribución de cocaína, conspiración, blanqueo de dinero, posesión de armas de fuego y manipulación de testigos), y el 25 de octubre de 2013 fue condenado a cadena perpetua.
Shargel también impartió clases de derecho penal en su alma mater, Brooklyn Law School, donde ocupó el cargo de Practitioner-In-Residence, impartiendo cursos sobre pruebas, procedimiento penal y defensa en juicios. También fue escritor y comentarista habitual sobre cuestiones jurídicas que surgen durante casos penales de gran repercusión, que generan una atención mediática nacional y regional sostenida.
En 2018, se retiró de la práctica activa de la abogacía, alegando agotamiento.

## Vida personal
Shargel falleció por complicaciones de la enfermedad de Alzheimer en su residencia de Manhattan el 16 de julio de 2022, a la edad de 77 años.

## Clientes notables
- Amanda Bynes[21][23][24]
- Senador del Estado de Nueva York Malcolm A. Smith de Queens[21]>
- El petrolero de Texas Oscar S. Wyatt, Jr. que se declaró culpable de pagar sobornos a la administración de Hussein para acceder a contratos de Petróleo iraquí[21].
- Restaurador Jeffrey Chodorow[25]
- James Coonan[26]
- Gurmeet Singh Dhinsa, que fue declarado culpable[27][28][29]
- Christopher "Chris Gotti" Lorenzo, cofundador de Murder Inc. que fue absuelto de todos los cargos que se le imputaban[30][31][32]
- John Gotti
- El hijo de John Gotti, John A. Gotti[33][34]
- Joe Halderman[35][36][37][38]
- Daniel Pelosi[39][40]
- Marc Dreier, que fue condenado a 20 años de prisión[41][42][43][44]
- Salvatore "Sammy el Toro" Gravano[21]
- James "Jimmy Henchman" Rosemond[19][20]
- Johnny "Machinegun Johnny" Eng[45]